# Леонов, Геннадий Валентинович
Геннадий Валентинович Леонов (1948—2019) — советский и российский учёный, доктор технических наук, профессор; член-корреспондент Сибирской академии наук высшей школы и академик Всемирной академии наук комплексной безопасности.
Автор свыше 230 научных публикаций, обладатель 17 авторских свидетельств и патентов.

## Биография
Родился 29 января 1948 года в городе Поставы Витебской области.

### Образование
В 1973 году окончил Ленинградский технологический институт им. Ленсовета (ныне Санкт-Петербургский государственный технологический институт). С 1973 по 1976 год продолжал обучение в аспирантуре этого вуза и по окончании защитил кандидатскую диссертацию на тему, связанную с моделированием тепло- и массопереноса в процессах селективного удаления компонентов комплексных растворителей из объектов переработки и совмещенных экстракционно-сушильных процессах в пульсирующих полях температур. В 1998 году в Санкт-Петербургском государственном технологическом институте защитил докторскую диссертацию в области исследований управления процессами формированием качества продуктов химических технологий высокоэнергетических веществ, модернизации и создания новых высокоэффективных технологических процессов и аппаратов на базе компьютерного и натурного моделирования.

### Деятельность
После защиты кандидатской диссертации поступил на работу на Бийский факультет Алтайского политехнического института (ныне Бийский технологический институт (филиал) Алтайского государственного технического университета). С 1979 по 1986 год — доцент, с 1986 по 1988 год — декан механического факультета Бийского филиала. С 1988 по 2015 год Геннадий Валентинович был директором филиала АлтГТУ в Бийске. Затем до конца жизни работал профессором кафедры «Методы и средства измерений и автоматизации». Под его научным руководством было подготовлено восемь кандидатов наук.
Умер 26 августа 2019 года в Бийске, где и был похоронен.

## Заслуги
- Орден Почета  (Указ Президента РФ 1306 от 25.09.2007 г)
- «Заслуженный работник высшей школы Российской Федерации» (2002) и «Почетный работник высшего профессионального образования Российской Федерации» (2000).
- Лауреат премии Алтайского края в области науки и техники (2004 и 2011).
- Награждён медалью «300 лет Российскому флоту», а также медалями «Академик М. В. Келдыш» и «В честь 90-летия Министра СССР В. В. Бахирева».
- Удостоен нагрудного знака «За заслуги перед городом Бийском» 3-й степени и Благодарственного письма Полномочного представителя Президента Российской Федерации в Сибирском федеральном округе.